# Conus guanche
Espèce
Statut de conservation UICN

 LC  : Préoccupation mineure
Conus guanche est une espèce de mollusques gastéropodes marins de la famille des Conidae.
Comme toutes les espèces du genre Conus, ces escargots sont prédateurs et venimeux. Ils sont capables de « piquer » les humains et doivent donc être manipulés avec précaution, voire pas du tout.

## Description

### Niveau de risque d’extinction de l’espèce
Selon l'analyse de l'UICN réalisée en 2011 pour la définition du niveau de risque d'extinction, cette espèce est présente sur les îles Canaries, au large de la côte sud du Maroc (M.J. Tenorio comm. pers. 2011) ainsi que sur la côte sud du Sahara occidental et le nord de la Mauritanie. Comme pour tous les Conus spp. et autres mollusques, les coquilles de cette espèce sont commercialisées pour le marché des spécimens de coquilles, cependant les niveaux sont considérés comme de faible prélèvement et n'ont pas d'impact sur l'espèce. Il n'y a pas non plus de prélèvement pour la production de curio en Mauritanie. Il n'y a que des menaces très localisées de pollution et donc l'espèce est considérée comme étant de préoccupation mineure.

## Taxonomie

### Publication originale
L'espèce Conus guanche a été décrite pour la première fois en 1993 par le malacologiste français José Lauer (1937-2002),,.

### Synonymes
- Conus (Lautoconus) guanche Lauer, 1993 · non accepté
- Conus (Lautoconus) saharicus (Petuch & Berschauer, 2016) · non accepté
- Conus guanche nitens Lauer, 1993 · non accepté
- Conus saharicus (Petuch & Berschauer, 2016) · non accepté
- Lautoconus guanche (Lauer, 1993) · non accepté
- Lautoconus guanche nitens (Lauer, 1993) · non accepté
- Lautoconus saharicus Petuch & Berschauer, 2016 · non accepté
- Varioconus guanche (Lauer, 1993) · appellation alternative

### Sous-espèces
- Conus guanche nitens Lauer, 1993, accepté en tant que Conus guanche Lauer, 1993

## Identifiants taxonomiques
Chaque taxon catalogué par les bases de données biologiques et taxonomiques possède un identifiant qui permet d'établir un point de référence. Les identifiants de Conus guanche dans les principales bases sont les suivants :
CoL : XXJ7 - GBIF : 5728187 - iNaturalist : 150345 - IRMNG : 10183350 - TAXREF : 153698 - UICN : 192845 - WoRMS : 181090